# Natural Four
Natural Four es el segundo álbum de estudio del grupo estadounidense The Natural Four. Fue publicado en marzo de 1974 a través de Curtom Records.

## Recepción de la crítica
Un escritor no especificado de la revista Cash Box describió Natural Four como “una delicia de principio a fin”, y añadió: “La suave combinación vocal del cuarteto y su devastador dominio de la armonía del contrapunto acentúan la belleza y el profesionalismo tan importantes para la producción de un álbum de calidad”. Un escritor no especificado de la revista Billboard escribió: “En este álbum, [Leroy Hutson] ha producido, arreglado y escrito la mayoría de las selecciones, perfeccionando a Natural Four, de Oakland, California, hasta convertirlo en un producto que ocupa las listas de éxitos con un potencial excepcional. El cuarteto realza el paquete general con armonía y ritmos conmovedores y elegantes”.

## Lista de canciones
| Lado uno |                                |                                            |          |  |
| N.º      | Título                         | Escritor(es)                               | Duración |  |
| 1.       | «Can This Be Real»             | Leroy Hutson Janice Hutson Michael Hawkins | 3:28     |  |
| 2.       | «You Bring Out the Best in Me» | L. Hutson Hawkins                          | 4:37     |  |
| 3.       | «Try Love Again»               | L. Hutson Hawkins Joe Reaves John Brooks   | 4:28     |  |
| 4.       | «You Can't Keep Running Away»  | L. Hutson Hawkins                          | 3:28     |  |

| Lado dos |                                  |                                       |          |  |
| N.º      | Título                           | Escritor(es)                          | Duración |  |
| 1.       | «This Is What's Happening Now»   | George Davis A. J. Tribble            | 4:08     |  |
| 2.       | «Love That Really Counts»        | L. Hutson J. Hutson Hawkins Reaves    | 4:20     |  |
| 3.       | «Try to Smile»                   | Lowrell Simon Larry Brownlee          | 2:58     |  |
| 4.       | «Love's Society»                 | Joseph Scott L. Hutson Roger Anfinsen | 3:20     |  |
| 5.       | «Things Will Be Better Tomorrow» | Rich Tufo                             | 3:30     |  |

## Créditos y personal
Créditos adaptados desde las notas de álbum de Natural Four.
The Natural Four
- Delmos Whitley – voces
- Chris James – voces
- Steve Striplin – voces
- Darryl Cannady – voces

Personal técnico
- Leroy Hutson – productor en todas las canciones excepto «This Is What's Happening Now», «Try to Smile» y «Things Will Be Better Tomorrow»
- Rich Tufo – productor en «This Is What's Happening Now», «Try to Smile», «Love's Society» y «Things Will Be Better Tomorrow»
- Lowrell Simon – productor en «This Is What's Happening Now» y «Try to Smile»
- Joseph Scott – productor en «Love's Society»
- Roger Anfinsen – ingeniero de audio
- John Janus – ingeniero de audio
- Marv Stuart – gestión
- Joel Brodsky – fotografía
- Olga Romero – directora artística
- Milton Sincoff – director creativo

## Posicionamiento
| Gráfica (1974)                      | Pico de posición |
| ----------------------------------- | ---------------- |
| Estados Unidos (Billboard Soul LPs) | 36               |